# 銀魂亂舞
《銀魂亂舞》是由萬代南夢宮娛樂開發、萬代南夢宮遊戲和TAMSOFT於2018年1月18日在PlayStation 4和PlayStation Vita發售的對戰動作遊戲。

## 概要
遊戲改編自日本漫畫家空知英秋創作的漫畫《銀魂》，是自《銀魂的雙六》5年後推出的遊戲。遊戲最初定名為《銀魂PROJECT Last Game》，隨後宣佈遊戲正式名稱為《銀魂亂舞》。

## 遊戲模式
長篇追憶亂舞
遊戲一共有八個原作劇情，包括「紅櫻篇」、「火燒吉原篇」、「歌舞伎町四天王篇」、「荊棘惡童篇」、「一國傾城篇」、「將軍暗殺篇」、「再會了真選組篇」以及「烙陽決戰篇」。
長篇自由亂舞
玩家可以自由選擇角色以及章節關卡遊玩
歌舞伎町巔峰亂舞
遊戲原創劇情。玩家擊敗歌舞伎町的角色後，只要收集12顆寶珠後就能實現任何願望。
大江戶超商
每場戰鬥勝利後將獲取遊戲貨幣小鋼珠，玩家可以使用小鋼珠購買不同造型、道具和戰鬥演出語音等商品。

## 登場人物

### 可玩角色
- 坂田銀時（聲：杉田智和）
- 志村新八（聲：阪口大助）
- 神樂（聲：釘宮理惠）
- 桂小太郎（聲：石田彰）
- 高杉晉助（聲：子安武人）
- 月詠（聲：甲斐田裕子）
- 神威（聲：日野聰）
- 近藤勳（聲：千葉進歩）
- 土方十四郎（聲：中井和哉）
- 沖田總悟（聲：鈴村健一）
- 今井信女（聲：平野綾）
- 坂本辰馬（聲：三木眞一郎）

### 頭目角色
- 岡田似藏（聲：青山穰）
- 阿伏兔（聲：大塚芳忠）
- 鳳仙（聲：銀河萬丈）
- 西鄉特盛（聲：江川央生）
- 泥水次郎長（聲：菅生隆之）
- 佐佐木異三郎（聲：森川智之）
- 朧（聲：井上和彥）
- 虛（聲：山寺宏一）
- 馬董（聲：關智一）

### 超銀玉輔助角色
- 伊麗莎白
- 定春（聲：高橋美佳子）
- 猿飛菖蒲（聲：小林優）
- 服部全藏（聲：藤原啓治）
- 志村妙（聲：雪野五月）
- 小玉（聲：南央美）
- 長谷川泰三（聲：立木文彦）
- 柳生九兵衛（聲：折笠富美子）
- 來島又子（聲：早水理沙）
- 河上萬齊（聲：山崎巧）
- 星海坊主（聲：速水獎）
- 弗利沙（聲：太田哲治）
- 沙魯（聲：杉田智和）
- 新阿姆斯特朗旋風噴射阿姆斯特朗砲
- 山崎退（聲：太田哲治）
- 潘蒂莫尼姆（聲：能登麻美子）
- 屁怒絽（聲：玄田哲章）
- 坂田金時（聲：中村悠一）
- 宅十四（聲：中井和哉）
- 齊藤終（聲：櫻井孝宏）
- 外道丸（聲：川澄綾子）
- 椿平子（聲：野中藍）
- 伊東鴨太郎（聲：真殿光昭）
- 地雷亞（聲：屋良有作）
- 池田朝右衛門（聲：井上麻里奈）
- 池田夜右衛門（聲：千葉一伸）
- 村田鐵子（聲：根本圭子）
- 村田鐵矢（聲：大西健晴）
- 武市變平太（聲：茶風林）
- 晴太（聲：三瓶由布子）
- 日輪（聲：櫻井智）
- 凱薩琳（聲：杉本優）
- 登勢（聲：鯨／榎本溫子〈年輕時〉）
- 辰巳（聲：日比愛子）
- 平賀源外（聲：青野武）
- 小錢形平次（聲：石塚運昇）
- 本城狂死郎（聲：私市淳）
- 黑駒勝男（聲：石塚堅）
- 華陀（聲：伊藤美紀）
- 佐佐木鐵之助（聲：伊藤健太郎）
- 厭魅眠藏（聲：園部好德）
- 六轉舞藏（聲：千葉繁／徳本英一郎〈年輕時〉）
- 鈴蘭（聲：一龍斎貞友／內山夕實〈年輕時〉）
- 德川茂茂（聲：小野友樹）
- 薇薇公主（聲：廣橋涼）
- 德川定定（聲：土師孝也）
- 百地亂破（聲：佐藤利奈）
- 藤林鎧門（聲：白熊寛嗣）
- 德川喜喜（聲：浪川大輔）
- 銀時（少年）（聲：矢口麻美）
- 桂（少年）（聲：甲斐田幸）
- 高杉（少年）（聲：桑島法子）
- 吉田松陽（聲：山寺宏一）
- 猩覺（聲：小山力也）
- 白夜叉（聲：檜山修之）
- 陸奧（聲：渡邊明乃）
- 江華（聲：釘宮理惠）
- 哈達王子（聲：坂口候一）
- 寺門通（聲：高橋美佳子）
- 結野克莉絲蒂爾（聲：成田紗矢香）

## 外部連結
- 官方网站（日語）